# Рамон Кабреро
Рамон Кабреро Муньїс (ісп. Ramón Cabrero Muñíz, 11 листопада 1947, Сантандер — 1 листопада 2017, Буенос-Айрес) — аргентинський футболіст, що грав на позиції півзахисника. По завершенні ігрової кар'єри — тренер.
Виступав, зокрема, за клуби «Ланус» та «Атлетіко».

## Ігрова кар'єра
У дорослому футболі дебютував 1965 року виступами за «Ланус», в якому провів три сезони, взявши участь у 92 матчах чемпіонату.  Більшість часу, проведеного у складі «Лануса», був основним гравцем команди.
Протягом 1969 року захищав кольори клубу «Ньюеллс Олд Бойз», після чого перебрався до Іспанії, де протягом 1970–1974 років перебував у мадридському «Атлетіко», за головну команду якого за цей період провів лише 4 гри. Згодом у 1974–1976 роках пограв також за «Ельче» та «Мальорку».
Повернувшись до Аргентини, у другій половині 1970-х та на початку 1980-х захищав кольори «Сан-Мартіна» (Мендоса) та «Індепендьєнте Рівадавія».

## Кар'єра тренера
Розпочав тренерську кар'єру невдовзі по завершенні кар'єри гравця, 1985 року, очоливши тренерський штаб клубу «Спортіво Італьяно».
Згодом у 1987–1991 роках тренував «Ланус», «Депортіво Майпу», «Сентраль Кордова» та «Колон».
Частину 2005 року провів в Албанії, тренуючи «Динамо» (Тирана), після чого повернувся до «Лануса». 2007 року досяг найбільшого успіху своєї кар'єри, вигравши Апертуру тогорічної першості Аргентини.
Останнім місцем тренерської роботи був колумбійський «Атлетіко Насьйональ», головним тренером якого Рамон Кабреро був з 2009 по 2010 рік.
Помер 1 листопада 2017 року на 70-му році життя у Буенос-Айресі.